# Collinsa roseopuncta
Collinsa roseopuncta är en fjärilsart som beskrevs av W. Warren 1902. Collinsa roseopuncta ingår i släktet Collinsa och familjen Thyrididae. Inga underarter finns listade i Catalogue of Life.